# Лея Несс

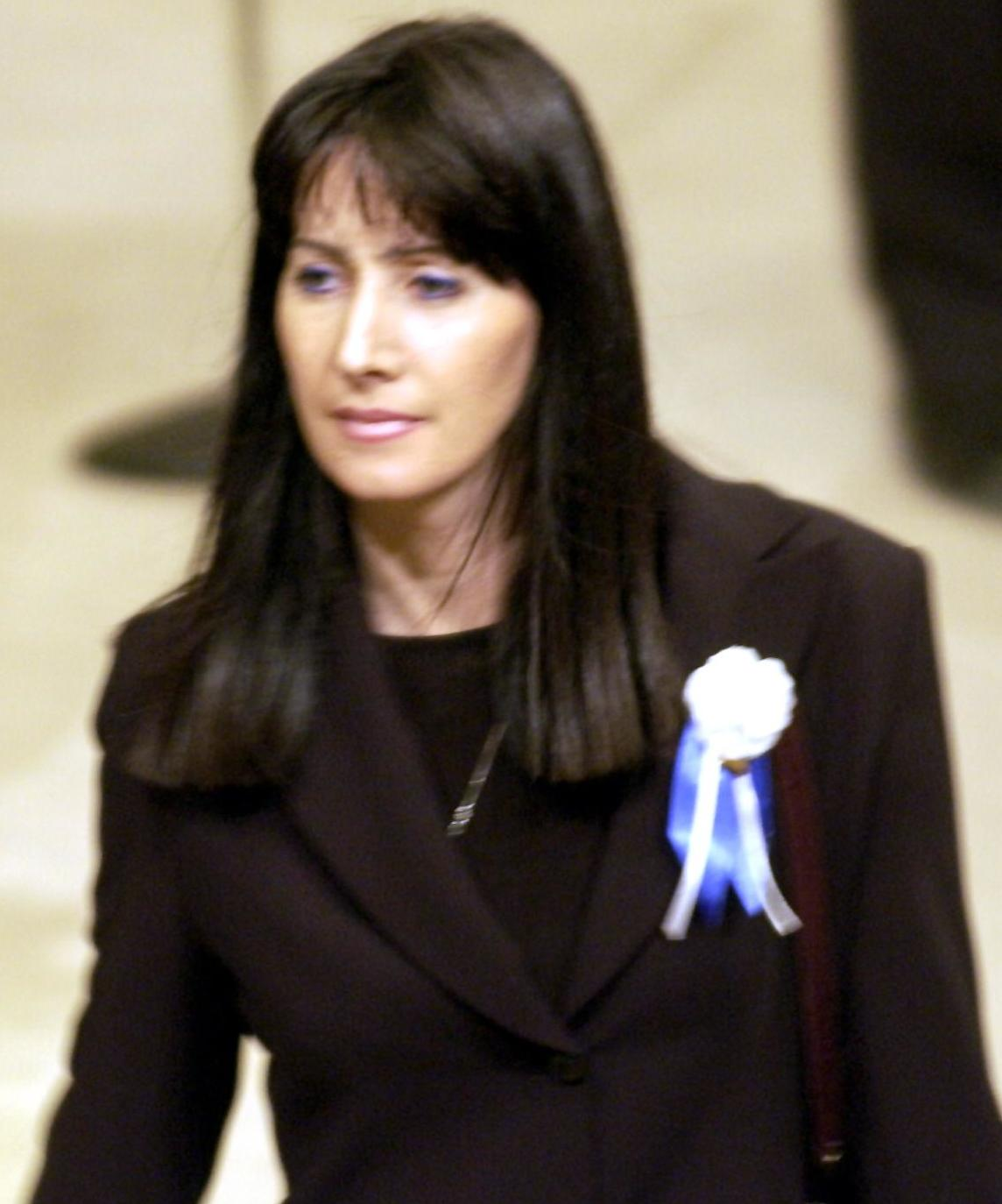

Лея Несс (івр. לאה נס; нар. 27 грудня 1961, Ізраїль) — ізраїльський політик, депутат кнесету (16 та 18 скликання) від партії «Лікуд», заступник міністра з справах пенсіонерів.

## Біографія
Леа Несс народилася 27 грудня 1961 року в Ізраїлі. Закінчила Університет імені Бар-Ілана. Вона є доктором філософії (Ph.D.) в області біохімії, темою для її дисертації стала рухливість сперматозоїдів.
У 1993 року Несс була обрана до місцевої ради Гіват-Шмуеля, де вона відповідала за поліпшення вигляду міста, санітарні послуги та екологію. Вона покинула місцеву рада в 2003 року. У 1998 році і в 2002-2003 роках Несс була заступником голови місцевої ради (мера) Гіват-Шмуеля.
У 2003 році була обрана в кнесет 16-го скликання від партії «Лікуд», увійшла до складу комісії з прав дитини, зайняла пост голови комісії з науки і технології.
На праймеріз в Лікуді перед виборами в кнесет 18-го скликання Несс зайняла 10-е місце і потрапила в кнесет, так як її партія одержала 27 місць на виборах. У ході формування уряду вона отримала посаду заступника міністра у справах пенсіонерів.

## Особисте життя
Несс одружена, має п'ятьох дітей, проживає в місті Гіват-Шмуель, володіє івритом і англійською мовою.